# Кротон на Хадсону (Њујорк)
Кротон на Хадсону (енгл. Croton-on-Hudson) град је у америчкој савезној држави Њујорк.

## Демографија
По попису из 2010. године број становника је 8.070, што је 464 (6,1%) становника више него 2000. године.
| Група             | 2000.         | 2010.         |
| Белци             | 6.667 (87,7%) | 6.458 (80,0%) |
| Афроамериканци    | 142 (1,9%)    | 234 (2,9%)    |
| Азијати           | 157 (2,1%)    | 297 (3,7%)    |
| Хиспаноамериканци | 527 (6,9%)    | 921 (11,4%)   |
| Укупно            | 7.606         | 8.070         |